# Maria Kapnist
Maria Kapnist (San Petersburgo, 22 de marzo de 1913-Kiev, 25 de octubre de 1993) fue una actriz ucraniana. Durante su carrera (1956-1993) interpretó más de cien papeles.

## Primeros años y educación
Marietta Kapnist-Sirko nació en marzo de 1913 en San Petersburgo. Su padre, el conde Rostyslav Kapnist, era descendiente directo de Vasyli Kapnist, coronel del ejército zaporiyiano, y su madre, Anastasia Baydak, era tataranieta de Iván Sirkó.
Kapnist recibió sus primeras lecciones de canto de un intérprete de ópera, Fiódor Shaliapin, quien fue el primero en llamar la atención sobre su talento durante su primera actuación en el escenario en una obra casera. Los Kapnist vivieron en San Petersburgo hasta 1917, cuando tuvieron que huir a Sudak, Crimea para escapar de las tormentas revolucionarias. En 1921, su padre fue fusilado por un destacamento punitivo de la Checa. Pronto, la casa de los Kapnist en Sudak fue destruida, y los miembros supervivientes de la familia tuvieron que esconderse.
En 1927, Kapnist se trasladó a Kiev para vivir con su tía y allí se graduó en una escuela obrera. Después se mudó a Leningrado, donde ingresó en el estudio de Yuri Yuriev en el Teatro Dramático de Leningrado, graduándose en 1934.
En 1934, cuando Serguéi Kírov fue asesinado, los Kapnist volvieron a ser considerados poco fiables. Debido a su origen noble, Kapnist fue expulsada del Instituto de Teatro y se le prohibió vivir en Leningrado. Por ello, se vio obligada a regresar a Kiev y, más tarde, a Batumi para trabajar como contable.

## Represiones

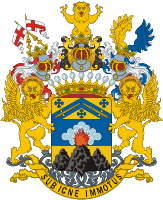
Escudo de armas de la familia Kapnist.

En 1937, Kapnist fue detenida por primera vez, pero pronto fue puesta en libertad. Fue detenida de nuevo el 27 de agosto de 1941, acusada de difundir propaganda antisoviética; fue condenada a ocho años en campos de trabajo. En agosto de 1949, Kapnist fue liberada del Gulag Steplag y enviada a la aldea de Kazachin, en el territorio de Krasnoyarsk.
En 1950 dio a luz a su hija Radislava en el hospital de la prisión de Steplag, en Kazajstán, donde vivió exiliada y trabajó en minas de carbón. El padre de su hija era Jan Volkonski, un noble ingeniero polaco que fue fusilado tres años después del nacimiento de Radislava.
En 1951, Kapnist fue detenida de nuevo y condenada a diez años de prisión acusada de agitación antisoviética. Le quitaron a su hija de dos años y la internaron en el orfanato Esaulovsky, en el territorio de Krasnoyarsk. Una amiga de Kapnist viajó a Moscú y consiguió una cita con una figura política soviética, Anastás Mikoyán, a quien denunció su privación ilegal de la libertad. Gracias a la intervención de Mikoyán, Kapnist fue puesta en libertad en febrero de 1956, antes de que finalizara su condena de diez años (que debía terminar en 1963).

## Rehabilitación y carrera en el cine
Tras ser liberada, Kapnist viajó a Moscú y, ese mismo año, a Kiev. Se fue a vivir con su amiga Anna Pilnyak, y trabajó inicialmente como masajista. Ese mismo año empezó a actuar en el cine, debutando en 1956 en la película One Night, dirigida por Maksym Ruf y Oleksandr Muzil. Consiguió una cita con el escritor y académico Mykola Bazhan y, con su ayuda, la Unión de Escritores Soviéticos de Ucrania la contrató como cuidadora de la esposa de uno de los escritores. Kapnist fue rehabilitada en 1958.
Sin embargo, no se le permitió llevarse a su hija Radislava, ya que se le expidió un certificado en el que se declaraba que padecía un trastorno del sistema nervioso. Su hija fue adoptada por una de sus amigas, Valentyna Bazavluk. Por decisión del Tribunal Supremo de la República Socialista Federativa Soviética de Rusia se anularon la sentencia y todas las decisiones posteriores en el caso Kapnist y se archivó la causa contra ella por falta de corpus delicti.
Desde 1960 hasta 1993, Kapnist trabajó como actriz a tiempo completo en los Estudios Cinematográficos Dozhenko, en Kiev. Durante este tiempo, interpretó más de cien papeles y episodios, entre ellos Ruslan and Lyudmila, The Lost Letter, The Old Fortress, Bronze Bird, Gypsies Are Found Near Heaven, The Wild Hunt of King Stakh, Evenings on a Farm near Dikanka y Hearts of three, entre muchos otros. Se hizo famosa por interpretar papeles de anciana, bruja, hechicera, gitana y condesa.
En 1988, Kapnist recibió el título de Artista de Honor de la RSS de Ucrania.
El documental Maria Kapnist. Three Worlds (1989), del director ucraniano Viktor Vasylenko, está dedicado a su trayectoria.

## Fallecimiento

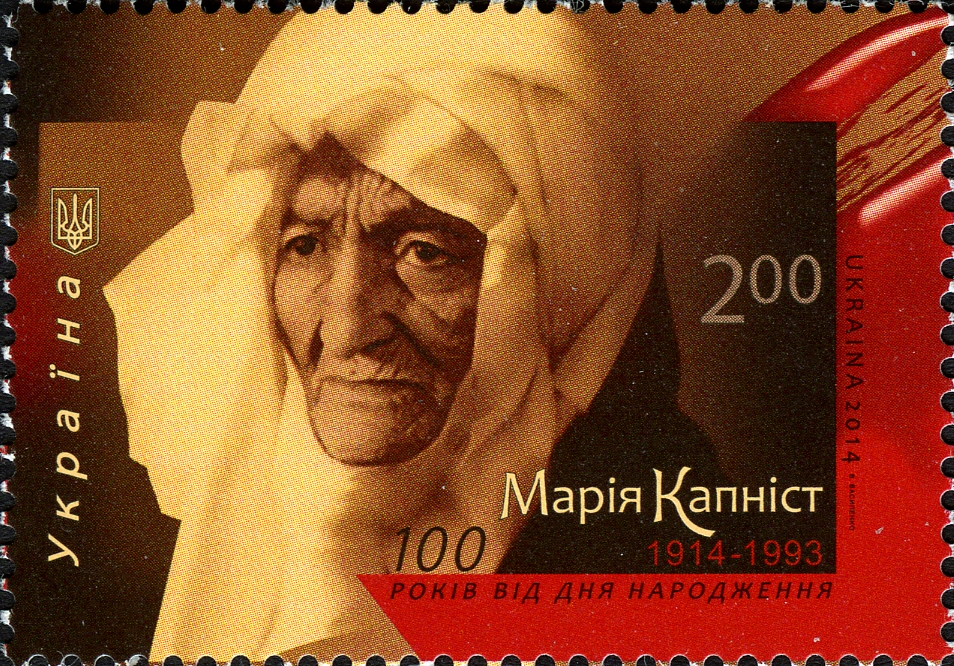
Estampilla en honor a Maria Kapnist.

Durante los años pasados en los campos de trabajo donde Kapnist tuvo que obrar en las minas subterráneas, desarrolló claustrofobia y no podía utilizar los pasadizos subterráneos. En octubre de 1993, sufrió un accidente de auto cuando cruzaba la avenida Peremohy de Kiev, cerca del estudio cinematográfico Oleksandr Dovzhenko. Maria Kapnists falleció el 25 de octubre de 1993 en el hospital Oleksandr de Kiev por complicaciones derivadas de dicho accidente. Fue enterrada en el pueblo de Velyka Obukhivka, Myrhorod, distrito de Poltava.

## Homenajes
En 2009, el director ucraniano Serhiy Dariychuk dedicó su documental Proud Tear (2009) a Kapnist. En 2014, el servicio postal estatal ucraniano Ukrposhta emitió una estampilla en su honor, por los 100 años de su nacimiento. Ese mismo año se instaló una placa conmemorativa dedicada a Kapnist en el edificio número 13 de la calle Vasyl Lypkivskyi 25/7 de Kiev.
En 2018, el Ayuntamiento de Kiev cambió el nombre de la calle Zhelyabov por el de calle Maria Kapnist.

## Filmografía parcial
- 1956 - Ivanna
- 1959 - Tavriya
- 1960 - Far from the Motherland
- 1961 - Chasing Two Hares
- 1962 - We, Two of Men
- 1964 - The Keys of Skies
- 1965 - Shadows of Forgotten Ancestors
- 1966-67 - War and Peace
- 1970 - Hail, Mary!
- 1971 - Olesya
- 1972 - Ruslan and Ludmila
- 1972 - The Lost Letter
- 1972 - That Sweet Word: Liberty!
- 1976 - The Blue Bird
- 1976 - Gypsies Are Found Near Heaven
- 1977 - Love at First Sight
- 1984 - Chance
- 1988 - New Adventures of a Yankee in King Arthur's Court
- 1991 - Anna Karamazoff
- 1991 - Dude - Water Winner
- 1992 - Psychic